# Schweiker I. Tuschl von Söldenau
Ritter Schweiker I. Tuschl von Söldenau († 1347) war Vizedom an der Rott und herzoglicher Forstmeister im Neuburger Wald. Schweikers vermutlicher Vater war Otto Tuschl. Er entstammte dem niederbayerischen Geschlecht der Tuschl und gilt als Gründer des Reichtums der Familie. 

## Leben und Wirken

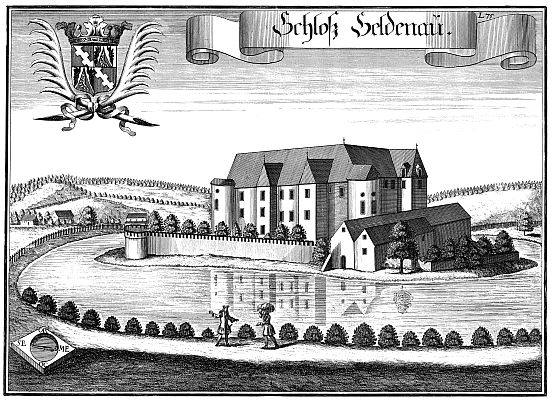
Schloss Söldenau, welches von Schweiker I. Tuschl errichtet wurde. Hier auf einem Stich Michael Wenings aus dem Jahre 1723.

Schweiker I. ist zwischen 1311 und 1345 urkundlich fassbar. Um das Jahr 1320 erbaute er das Schloss Söldenau an der Wolfach, bei Ortenburg. 1323 benennt er sich erstmals nach seinem Besitz, dem künftigen Stammschloss seiner Familie.
Zwischen 1321 und 1340 hatte Schweiker I. das herzogliche Amt des Vizedoms an der Rott inne und war somit Stellvertreter des bayerischen Herzoges in diesem Raum. Im Jahre 1332 gelang es ihm die bedeutende Burg Hilgartsberg an der Donau mitsamt gesamten Wirtschaftsgut, sowie der Maut in Vilshofen und Pleinting, durch einen Pfandbrief von 5700 Pfund zu erwerben. 1355 gelangte die Burg Hilgartsberg an die wohlhabende Familie Ecker. Im Anhang des herzoglichen Urbars summiert sich Schweikers gesamtes Guthaben damals auf fast 7000 Pfund Regensburger Pfennige. Schweiker hatte zudem herzogliche Güter in Mittling (bei Neuötting), Rengersdorf (bei Landau an der Isar) und in Bamling (bei Wallerfing). 
Kaiser Ludwig der Bayer verpfändete Schweiker für 4281 Pfund Regensburger Pfennige die Burg Reichenberg bei Pfarrkirchen mit Zugehörungen, das Gericht an der Rott, Fischereieinküfte von der Rott, von Pfarrkirchen und Eggenfelden, sowie alle dortigen Wiesen. Aus dieser Pfandschaft erhielten die Tuschl jährlich Einnahmen von 430 Pfund Regensburger Pfennige, also eine Zinssumme von gut 10 %. Zudem betrugen die Einnahmen aus dem Vizedomamt für Schweiker weitere 1239 Pfund Regensburger Pfennige.
1342 hatte Schweiker I. das herzogliche Amt des Forstmeisters im Neuburger Wald inne. Ein Jahr später wurde er von Kaiser Ludwig dem Bayern gemeinsam mit Hartwig von Degenberg zum Schirmherren der Hl. Antonius-Bruderschaft in Osterhofen ernannt.
Dank seiner einflussreichen und gut bezahlten Ämter, sowie seinen Pfandschaften, gilt er als Schöpfer des Tuschl'schen Reichtums. Zusammen mit seinem Bruder Otto stiftete er am 25. Mai 1343 ein ewiges Spital für zwölf Personen in der Stadt Vilshofen. 
1347 errichtete Schweiker I. Tuschl die Steinbrücke über die Wolfach in Vilshofen. Im selben Jahr errichtete er, mit vier weiteren Familienmitglieder der Tuschl, im Auftrag Kaiser Ludwigs die Feste Dießenstein im Bayerischen Wald. Sie diente zur Kontrolle des Handelswegs zwischen dem Herzogtum Bayern und dem Hochstift Passau. Noch im selben Jahr wird Schweiker I. allerdings als tot erwähnt.

## Nachkommen
Schweiker I. war mit Kunigunde von Singham verheiratet, sie hatten 11 Kinder:
- Johann I. († vor 1377)
- Otto III. († 1349), Domherr zu Passau
- Schweiker II., Pfleger zu Griesbach
- Ulrich
- Heinrich († 19. Februar 1376)
- Kunigunde, ⚭ Eglof der Altenburger
- Klara, Nonne im Kloster Seligenthal
- Ottilia, ⚭ Arnold von Fraunberg
- N.N., ⚭ Protzk von Wolfenberg
- N.N., ⚭ Läutwein Uesel
- N.N., ⚭ Otto von Rain